# Brot del virus Zika a Amèrica (2015-2016)

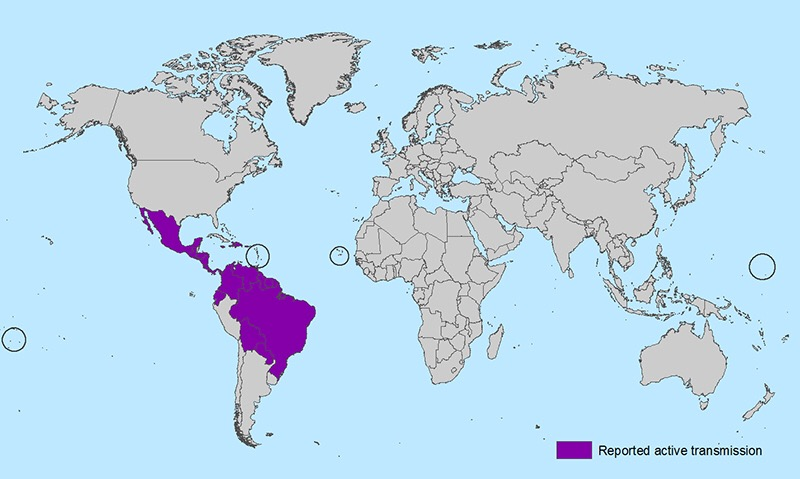
Països amb evidència de circulació i transmissió del Zika

Des de l'inici del 2016 que el brot del virus del Zika ha esdevingut el brot més vast de la història d'Amèrica recent. L'epidèmia comença a estendre el 2015 al Brasil i, posteriorment, a altres països d'Amèrica del Sud, Amèrica Centra i del Carib. El virus de la Zika (ZIKV) és un flavivirus de la mateixa família de la febre groga, el dengue, el virus de l'Oest del Nil. Es transmet a través del mosquit Aedes aegypti.
Al mes de gener del 2016, l'Organització Mundial de la Salud (l'OMS) anuncia que probablement el virus s'estengui cap a la resta del continent fins a final d'any i el declara com a emergència global. L'Aedes aegypti és comunament trobat tot al llarg de les Amèriques tropicals i subtropicals, però una altra espècie que també serveix de transmissor, l'Aede albopictus, ara es troba amb més freqüència a la regió dels Grans Llacs d'Amèrica del Nord.
Els símptomes del virus són febre i erupcions cutànies (febre de Zika). La infecció s'ha associat a casos de microcefàlia en nadons de mares infectades i a alguns casos de síndrome de Guillain-Barré. Diversos països han emès alertes per qui vulgui viatjar en zones afectades. Per exemple, s'estima que el virus s'ha importat als EUA, Dinamarca o Portugal. S'han trobat afectats a Itàlia, Israel, Espanya, Catalunya i Austràlia.